# Zayas (apellido)
Zayas es un apellido castellano enraizado en el topónimo del mismo nombre, que a su vez deriva del vasco palabra zai, y significa vigilante o guardia.

## Topónimos
Los siguientes lugares en España están relacionados con el apellido Zayas:
- Zayas de Báscones, provincia de Soria
- Zayas de Torre, provincia de Soria
- Zayuelas, provincia de Soria
- Zay, Navarra
- Zaya, Navarra
- Zaitua, Vizcaya
- Záitegui, Álava
- Zaidín, provincia de Huesca
- La Zaida, provincia de Zaragoza